# George Bassett Clark
George Bassett Clark, ameriški astronom in optik, * 14. februar 1827, Lowell, Massachusetts, ZDA, † 20. december 1891, Cambridge.
Rojen v Lowellu v Massachusettsu in izobražen na akademiji Phillips v Andovru, je bil sin Alvana Clarka, ki je bil del družine izdelovalcev lomnih teleskopov v 19. stoletju. Leta 1846 se je George Bassett Clark pridružil svojemu očetu in bratu pri družinskem teleskopu v Cambridgeu v Massachusettsu.[1] Podjetje Alvan Clark & Sons je izdelalo številne rekordne lomne instrumente, vključno z še vedno največjim lomnim teleskopom na observatoriju Yerkes, ki je pridobil "svetovno slavo in razširjenost", je leta 1899 zapisal eden od avtorjev o astronomiji.[1] Clark je bil leta 1878 izvoljen za člana Ameriške akademije za umetnost in znanost.[2]